# 岩槻ねぎの塩焼きそば
岩槻ねぎの塩焼きそば（いわつきねぎのしおやきそば）とは、埼玉県さいたま市岩槻区で販売されているご当地焼きそばである。

## 概要
岩槻ねぎは江戸時代から栽培されている伝統野菜であり、その岩槻ねぎをアピールするために考案されたご当地グルメであり、町おこしに利用されている。
岩槻ねぎは、落語の「たらちね」にも登場するほどに知られたネギであり、葉が軟らかく、白身の甘みが強いのが特徴であるが、身質が繊細なため流通に向かなかったため、地元農家で自炊用などにごく少量の生産に限られていた。
2009年に開催された第4回埼玉B級ご当地グルメ王決定戦では、出場22品の中から岩槻ねぎの塩焼きそばが準優勝になったことで、知名度が高まり、岩槻ねぎの生産農家は1軒から6軒に増え、岩槻ねぎを扱う店も約20軒に増加した。
さいたま市岩槻区の飲食店で提供されているが、岩槻ねぎの収穫時期である11月ごろから翌年4月ごろまでしか提供されない。

## 歴史
永楽食堂は東京都墨田区で1928年に創業したが、東京大空襲のために全てを失い、一家で岩槻に移住し岩槻駅北口付近に店を構えた。2代目店主の篠永一郎は、小学時代から店の手伝い始め、中学時代に両親が体を壊したことから、若くして後を継いだ苦労人でもあり、こういった経歴から地域ボランティアにも積極的に取り組み、永楽食堂は地域密着店としての人気を獲得した。
2007年に地域ボランティア団体「ときめき文化の会」で岩槻ねぎの復興事業が持ち上がり、具体化策として篠永が万人に親しまれる焼きそばでの活用を提案しレシピの開発が行われた。こうして開発されたメニューが岩槻ねぎの塩焼きそばである。
「岩槻ねぎ倶楽部」が結成され、開発後、間を置かずに埼玉B級ご当地グルメ王決定戦に出場し準優勝を獲得する。この功績により2009年に地産地消を掲げる「さいたま市ブランド構築戦略提案型モデル事業」に採択され、町おこし事業として本格化するに至った。
B級グルメコンテストで準優勝したことにより、永楽食堂では岩槻ねぎの塩焼きそばは休日で50食、平日には20食ほど売れている（2011年時点）。なお、永楽食堂の一番人気である看板料理は、初代店主が独立開業前に開発した秘伝ソースが決め手となっているチャーハンである。

### 調理法
永楽食堂での調理法を以下に記す。シンプルな食材と調理法であるが、「火加減と調味のタイミングはシビア」とのこと。
1. 鍋にネギ油を熱して、中華蒸し麺の両面を焼き、取り出しておく。
2. 豚ばら肉、岩槻ねぎ、キャベツ、ニンジン、キクラゲを炒め、がらスープを少量加える。
3. 塩、コショウ、うまみ調味料を加えて調味する。
4. 麺を加えて炒め合わせる。
5. ごま油で香り付けし、皿に盛りつける。
6. 糸唐辛子を添え、黒コショウを振る。

## 賞歴
- 2009年5月 第4回埼玉B級ご当地グルメ王決定戦 準優勝[1]
- 2011年5月 第8回埼玉B級グルメ王決定戦 第3位[6]